# Thiago de Lima
Thiago de Lima (sinh ngày 25 tháng 9 năm 1988) là một cầu thủ bóng đá người Brasil.

## Sự nghiệp câu lạc bộ
Thiago de Lima đã từng chơi cho Thespakusatsu Gunma.